# ShortsTV
ShortsTV (aussi connue sous le nom ShortsHD aux États-Unis) est une chaîne de télévision du câble et du satellite dédiée aux courts métrages nommés aux Oscars,. Il s'agit d'une franchise du groupe Shorts International et AMC Networks International. La chaîne a été lancée en Europe le 26 novembre 2008, et aux États-Unis le 17 février 2010. Elle est disponible dans 40 millions de foyers à travers le monde,. Elle n'est plus disponible en France depuis juin 2016.

## Les courts métrages nommés aux Oscars diffusés
À partir des années 2000, ShortsHD a diffusé tous les courts métrages nommés aux Oscars du cinéma,,,,.

## Programmation
La chaîne diffuse différents genres de courts métrages d'une durée variant de 30 à 60 minutes. Les genres comprennent la comédie, le cinéma d'animation ; les Stars In Shorts comprennent les courts métrages vedettes de la catégorie, potentiellement célèbres. 
Une compilation d'un certain nombre de ces courts métrages est sortie en salles le 28 septembre 2012 sous le titre Stars in Shorts.

### Films sélectionnés de ShortsTV
- Steve (avec Colin Firth et Keira Knightley, réalisé par Rupert Friend)
- Impulse (avec Chris Masterson)
- Use As Directed
- Toyland
- Stonehenge: ‘Tis A Magic Place (mettant en vedette Spinal Tap)
- We Were Once a Fairytale (réalisé par Spike Jonze, avec Kanye West)
- Trailers from Hell (mettant en vedette Joe Dante, John Landis, Edgar Wright, Eli Roth, Rick Baker)
- The Death of Salvador Dali (avec Dita Von Teese)
- Airlock, or How to Say Goodbye in Space (avec Michael Sheen)
- Always Crashing in the Same Car (avec Richard E. Grant et Paul McGann)
- Bouncer (avec Ray Winstone)
- Stingray (avec Mathew Horne)
- Darling Darling (avec Michael Cera)
- The Last Farm
- Cashback
- The Mysterious Geographic Explorations of Jasper Morello
- Badgered
- The Seed
- I Met the Walrus
- Blake’s Junction 7
- World of Wrestling
- Mam (avec Josie Lawrence et Paul Barber, réalisé par Hugo Speer)
- LA Love Story Part 1 (avec Jeannine Kaspar et Ryan Caldwell, réalisé par Sergio Myers)
- LA Love Story Part 2 (avec Jeannine Kaspar et Ryan Caldwell, réalisé par Sergio Myers)